# Лесото на летних Паралимпийских играх 2020
Лесото на летних Паралимпийских играх 2020, прошедших в Токио 24 августа — 5 сентября 2021 года, было представлена одной спортсменкой в соревнованиях по лёгкой атлетике.

## Лёгкая атлетика
| Спортсмен      | Дисциплина                  | Результат | Место |
| -------------- | --------------------------- | --------- | ----- |
| Лицицо Хотлеле | Женщины, метание диска, F64 | 22.75     | 9     |